# جنگ (فیلم ۲۰۱۴)
جنگ (آلمانی: Chrieg) یک فیلم در ژانر درام است که در سال ۲۰۱۴ منتشر شد. این فیلم یکی از هفت فیلم کاندید سوئیسی برای جایزه اسکار بهترین فیلم بین‌المللی در هشتاد و هشتمین دوره جوایز اسکار بود که در نهایت آن را به فیلم مستند ادیسه عراقی واگذار کرد.